# Những cuộc phiêu lưu của Sherlock Holmes
Những cuộc phiêu lưu của Sherlock Holmes và bác sĩ Watson (tiếng Anh: The adventures of Sherlock Holmes and Dr. Watson) là nhan đề hậu thế đặt cho loạt truyện xoay quanh hành trạng nhân vật thám tử Sherlock Holmes cùng cộng sự-bác sĩ Watson, do tác giả Arthur Conan Doyle sáng tác và ấn hành giai đoạn 1887 - 1927 tại London.
Tác phẩm được coi là tiêu biểu nhất của dòng văn chương trinh thám và cũng thuộc số ít văn phẩm đặc trưng cho thời kì Victoria-Edward.

## Lịch sử
Thập niên 1880, Anh quốc bước vào kỉ nguyên hậu cách mạng công nghiệp với sự phồn thịnh nhất định nhờ tiến bộ kĩ nghệ và cả chính sách khai thác thuộc địa khá thành công. Thị hiếu công chúng văn học thường chuộng đọc những văn phẩm dài kì trên báo. Bám sát nhu cầu thưởng thức này, giới văn bút hay chọn những thể loại văn chương kì ảo và dụng ngôn hoa mĩ khó hiểu để lôi kéo lớp độc giả ưa nhàn rỗi.
Trước khi bắt tay khởi thảo thiên truyện về Sherlock Holmes, bản thân Arthur Conan Doyle vừa là quân y sĩ hồi hưu vừa là một trong những tác gia thành thị tiêu biểu, tuy rằng lúc ấy tên tuổi ông còn hạn hẹp. Hình tượng Sherlock Holmes được cho là có nguyên mẫu từ các nhân vật C. Auguste Dupin (do Edgar Allan Poe hư cấu), hoặc phẫu thuật gia Joseph Bell, hoặc y sĩ Henry Duncan Littlejohn... Nhưng tựu trung là những nhân vật có chuyên môn cao rất phổ biến tại thành thị Âu châu đương thời. Chiều ngược lại, nhân vật John H. Watson nhiều khả năng chính là nguyên mẫu từ đời hành nghề y của tác giả.
Theo thống kê của học giới hiện đại, giai đoạn 1887 - 1927 có tổng cộng 4 tiểu thuyết và 56 truyện nhỏ về những chuyến phiêu lưu của thám tử Sherlock Holmes được ấn hành dưới tên tác giả Arthur Conan Doyle. Diễn biến tác phẩm hoàn toàn theo dòng hồi ức của nhân vật bác sĩ John H. Watson, với vị trí trợ lí Sherlock Holmes và đã chứng kiến hầu hết sự kiện liên đới. Số phận nhân vật cũng như kết thúc toàn bộ tác phẩm được bỏ ngỏ.

## Nội dung
Bối cảnh sau chiến sự Anglo-Afghan (đầu thập niên 1880), quân y sĩ John H. Watson xin hồi hưu, ở thuộc địa Ấn Độ về thẳng London. Thông qua bạn cánh hẩu Stamford, Watson ngỏ ý thuê một căn hộ tại thủ đô để tiện hành nghề y kiếm sống. Stamford dẫn ông tới số 221B phố Baker giới thiệu với một nhân vật kì quặc tên Sherlock Holmes, vị này đang có ý định chia phòng trọ để đỡ chi phí. Rốt cuộc, Holmes và Watson đồng ý ở chung nhà, mỗi người mỗi phòng, chỉ gặp nhau vào bữa ăn 3 lần/ngày. Việc dọn dẹp, bếp núc đều do chủ nhà - phu nhân Martha Louise Hudson - đảm đang, cuối tháng thanh toán hết vào tiền trọ.
Những ngày đầu chung sống, John H. Watson chóng cảm thấy khó chịu về những biểu hiện dị thường của Sherlock Holmes, lòng ông dấy lên mối nghi Holmes có liên hệ thế giới ngầm và toan tìm chỗ trọ khác. Để kết thúc chuỗi ngày khó ưa, Watson quyết định mời Holmes so găng. Hai người lao vào tỉ thí, mặc dù cánh tay Watson còn di chứng thời chiến. Holmes bắt đầu giải thích về hành tung của mình và đi tới tuyên bố, ông là thám tử tư. Sau đó, hai người hòa giải và Holmes nhờ Watson làm trợ lí cho mình.
Một thời gian sau, khi đã trực tiếp can dự vài án kiện, John H. Watson vô cùng phẫn nộ vì bao công lao của Sherlock Holmes bị giới thanh tra Scotland Yard chiếm hết trên mặt báo. Ông quyết định làm nhà biên niên cho Holmes, nhờ thế, danh trạng Sherlock Holmes trở nên lừng lẫy khắp Âu châu, lan sang cả Bắc Mĩ và là nỗi khiếp đảm cùng cực của thế giới ngầm.
Các cuộc hành hiệp của Sherlock Holmes thường có John H. Watson và nhiều thanh tra cảnh sát bang trợ. Ngoài ra còn có sự tiếp tay đắc lực của đội đặc nhiệm phố Baker. Qua đó, ông phá được rất nhiều vụ hóc búa mà đến các nhà điều tra hình sự cũng bó tay. Trong hầu hết án kiện, Sherlock Holmes thường vận dụng các nguyên tắc về chuỗi suy luận hợp lí "từ một giọt nước cũng xác định được sông hồ hay biển cả". Đời trinh thám của ông đả bại mọi nhân vật sừng sỏ thế giới ngầm, nhưng chỉ chịu thua "người phụ nữ ấy", tức là nữ ca sĩ giải nghệ Irene Adler, về tài trí.
Số phận giang hồ của Holmes tạm được coi là kết thúc khi ông lập trại nuôi ong ở South Downs, còn Watson khoác lại nhung phục để tham dự Đệ nhất thế chiến, riêng bà Hudson ngưng cho thuê trọ để lấy không gian làm bảo tàng Sherlock Holmes.
Tiểu thuyết
- Cuộc điều tra màu đỏ (A study in scarlet, Beeton's Christmas Annual năm 1887)
- Dấu bộ tứ (The sign of the four, Lippincott's Monthly Magazine năm 1890)
- Con chó săn nhà họ Baskervilles (The hound of the Baskervilles, The Strand Magazine năm 1901-2)
- Thung lũng kinh hoàng (The valley of fear, The Strand Magazine năm 1914-5)

Trung/đoản thiên tiểu thuyết
- Những cuộc phiêu lưu của Sherlock Holmes (The adventures of Sherlock Holmes, The Strand Magazine năm 1891-2)
- Những hồi ức về Sherlock Holmes (The memoirs of Sherlock Holmes, The Strand Magazine năm 1892-3)
- Sherlock Holmes trở lại (The return of Sherlock Holmes, The Strand Magazine năm 1903-4)
- Cung đàn cuối: Thêm mấy hồi ức về Sherlock Holmes (His last bow: Some later reminiscences of Sherlock Holmes, The Strand Magazine năm 1908-17)
- Hồ sơ của Sherlock Holmes (The casebook of Sherlock Holmes, The Strand Magazine năm 1921-7)

## Văn hóa
Trong khoảng một thế kỉ từ lần đầu xuất hiện, trứ tác Những cuộc phiêu lưu của Sherlock Holmes và bác sĩ Watson được công chúng nồng nhiệt đón nhận như một xu hướng văn chương hoàn toàn mới lạ và có sức hấp dẫn bất ngờ. Thậm chí khi tác giả quyết định khai tử nhân vật chính (tập Vấn đề cuối cùng, 1891), độc giả London đã tiến hành biểu tình đường phố để yêu cầu Arthur Conan Doyle hồi sinh nhân vật. Nhờ thế, tác phẩm còn kéo dài tới năm 1927.
Các tác phẩm này được sách kỉ lục Guinness thống kê ít nhất 250 lần chuyển thể sang mạn họa, thoại kịch, điện ảnh và truyền hình. Tại phố Baker còn có một bác vật quán Sherlock Holmes được đặt là 221B.
Arthur Conan Doyle bắt đầu sáng tác khi học y tại đại học vào cuối thập niên 1870 và có truyện ngắn đầu tay, The Mystery of Sasassa Valley (Bí ẩn thung lũng Sasassa), xuất bản tháng 9 năm 1879. Tám năm sau đó là tác phẩm về Sherlock Holmes đầu tiên, tiểu thuyết Cuộc điều tra màu đỏ do Ward Lock & Co xuất bản. Tác phẩm này được đón nhận tốt nhưng Doyle chỉ được trả cho cuốn này không nhiều. Sau cuốn tiểu thuyết tiếp theo là Dấu bộ tứ do Lippincott's Monthly Magazine xuất bản, ông chuyển sang tập trung vào truyện ngắn.
Ngay sau khi The Strand Magazine được thành lập vào tháng 1 năm 1891, biên tập viên Herbert Greenhough Smith nhận được hai truyện của Doyle gửi cho tờ báo tháng mới ra mắt. Sau này ông miêu tả lại phản ứng của mình: "Tôi ngay lập tức nhận ra rằng đây là tác giả truyện ngắn lớn nhất kể từ sau Edgar Allan Poe." Truyện ngắn đầu tiên, Vụ tai tiếng xứ Bohemia, được in gần bìa sau của số tháng Bảy với 10 minh họa của Sidney Paget. Những câu chuyện chứng tỏ được sự phổ biến, giúp tạp chí tăng lượng phát hành. Doyle được trả 30 guinea cho mỗi truyện ngắn trong mười hai truyện đầu tiên. Mười hai truyện ngắn này được in định kỳ hàng tháng từ tháng Bảy năm 1891 đến tháng Sáu năm 1892,. Cuối cùng chúng được tập hợp lại để in thành cuốn sách Những cuộc phiêu lưu của Sherlock Holmes, do nhà xuất bản của The Strand Magazine là George Newnes phát hành ngày 14 tháng 10 năm 1892. Lần xuất bản đầu tiên đã bán được 10.000 bản ở Anh và sau đó là 4.500 bản ở Mỹ do Harper Brothers xuất bản.
Sidney Paget minh họa tất cả mười hai truyện ngắn đăng trên The Strand và trong cuốn sách. Những tiểu thuyết về Holmes trước đó do các họa sĩ khác minh họa.

### Tư liệu
- "Sherlock Holmes". at Internet Archive
- Sherlock Holmes plaques on openplaques.org
- Discovering Sherlock Holmes at Stanford University
- Chess and Sherlock Holmes essay by Edward Winter
- "The Burden of Holmes" – 23.12.09 article in The Wall Street Journal
- Sir Arthur Conan Doyle audio books by Lit2Go from the University of South Florida